# Бадуєв Саїд Сулейманович
Саї́д Сулейма́нович Баду́єв (нар. 14 вересня 1904, Грозний — пом. 20 грудня 1943) — чеченський радянський письменник; член Спілки письменників СРСР з 1934 року. Брат актора Мовжді Бадуєва.

## Біографія
Народився 14 вересня 1904 року в місті Грозному (нині Чеченська Республіка, Російська Федерація) у сім'ї дрібного торговця. Рано осиротів. Навчався у реальному училищі в Грозному. 1922 року закінчив кооперативні курси, працював у системі кооперації. Згодом навчався на курсах вчителів і деякий час викладає у школі, а потім повністю присвятив себе літературній роботі.
У 1938 році був репресований. Помер 20 грудня 1943 року. Посмертно реабілітований.

## Творчість
Почав друкуватися в 1926 році. Серед творів:
- збірка оповідань і повістей «Адати» (1930);
- роман «Петімат» (1930);
- збірка віршів «Наш сад» (1935);

повісті
- «Голод» (1930);
- «Огненна гора» (1930);
- «Бешто» (1930);

п'єси
- «Червона фортеця» (1930);
- «Не завжди муллі байрам» (1930);
- «Золоте озеро»;
- «Політвідділ» (1934);
- «Одруження Цаеби».

## Вшанування
- У місті Грозному іменем Саїда Бадуєва названо вулицю[4];
- У 1965 році в Грозному, на будинку по вулиці Московській, № 8, де з 1929 по 1938 рік жив письменник, встановлено меморіальну дошку[5].